# Бунгало

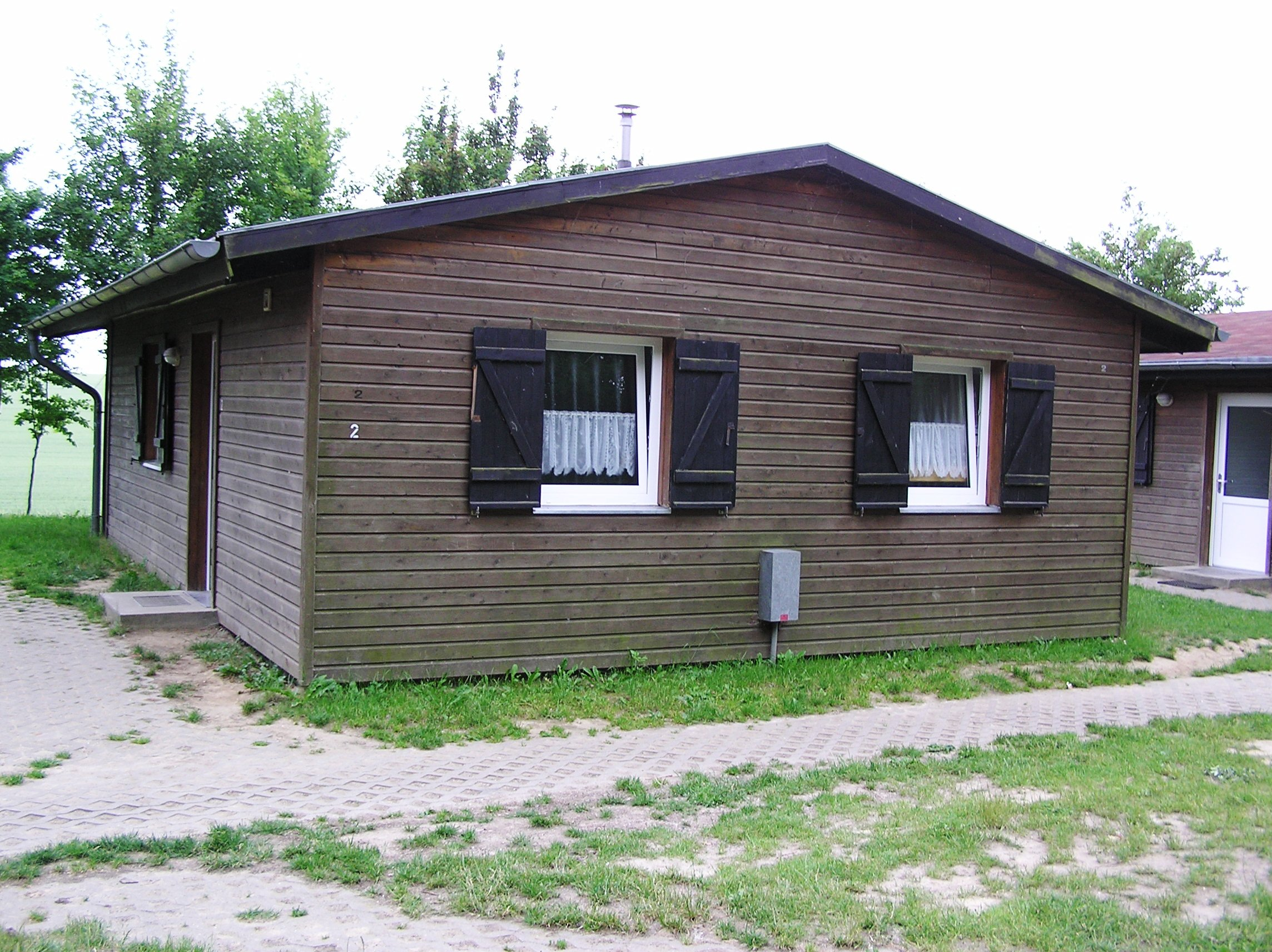
Бунгало для туристов

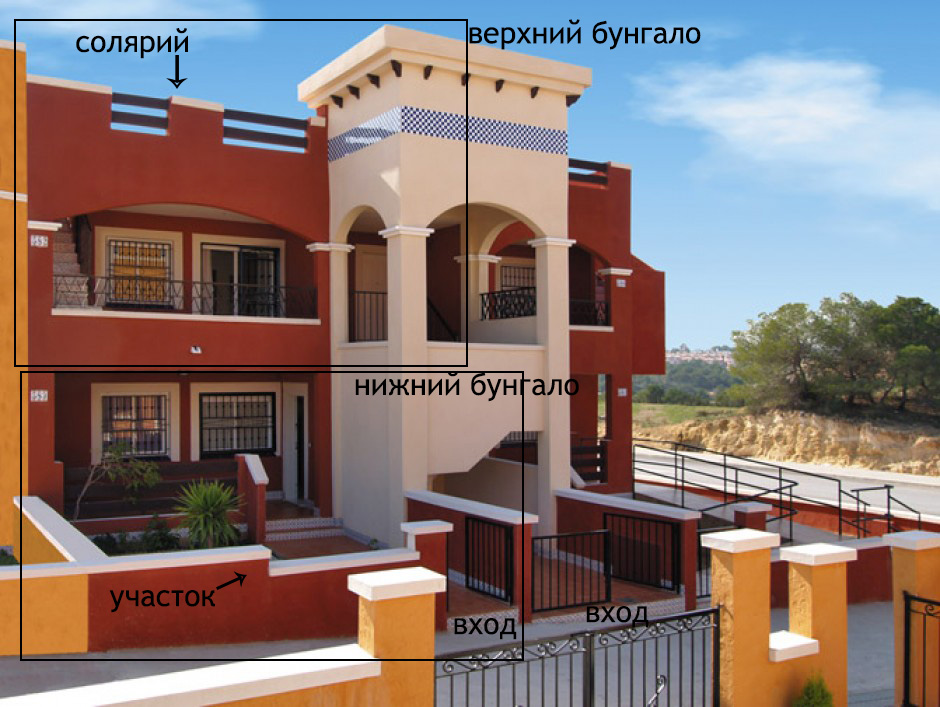
Бунгало на Коста-Бланка

Бу́нгало (хинди बंगला banglā — в бенгальском стиле; допустимое произношение — бунга́ло) — одноэтажный дом для одной семьи, часто с плоской крышей и обширной верандой.
Наиболее часто этим термином обозначают постройки в Калифорнии и других штатах США, где «бунгало» подразумевает определённую конструкцию и планировку загородного жилья. Бунгало сильно различаются от штата к штату, отражая особенности и привычки местного населения.
В туризме за бунгало (в туристических каталогах вместо звёздности пишется HV-1/2/3, от Holiday Village) принимают небольшие коттеджи, стоящие отдельно от основного здания отеля. В нём может быть несколько этажей, занимаемых одной семьёй. В Америке, некоторых странах Европы и некоторых южных странах бунгало используются в качестве жилой квартиры или семейного дома.
В Европе термин «бунгало» применяется в основном для двух частей двухэтажных строений: верхней и нижней. Нижний этаж, как правило, обладает собственным земельным участком (садом), а верхний чаще всего является дуплексом с одним жилым этажом и одной террасой-солярием.

## Американские бунгало
В США различают бунгало традиционные калифорнийские (считаются классикой), строгие урбанистические чикагские бунгало, яркие испанские колониальные и совсем нестандартные, в голландском стиле.

### Калифорния
Для оштукатуренных калифорнийских бунгало свойственны толстые колонны квадратного сечения и покатая крыша.
|  |  |  |

Отличительные характеристики включают:
- 1-1½ этажа;
- наклонные крыши, подкреплённые колоннами;
- просторные фронтальные веранды;
- детали «ремесленного стиля» (крафтсман);
- испанские элементы интерьера.

### Чикаго
|  |

Как и бунгало в других частях страны, многие чикагские бунгало имеют витражи, отделку и мебель из дерева, используют керамическую плитку в интерьере и другие детали «ремесленного стиля» (крафтсман).
Отличительные черты включают:
- конструкцию из кирпича;
- полноценный подвал;
- узкий фасад (урбанистичный вид застройки);
- крышу в форме шатра;
- остроконечный выступ на мансарде с окном;
- просторное крыльцо, часто углублённое в здание.

### Индийские бунгало
|  |

Индийские бунгало могут быть очень разнообразны, но обязательно на их внешний вид влияет выбор, как правило, местных материалов при строительстве.

### Испанские колониальные бунгало
|  |

Испанские колониальные, или мексиканские, бунгало выделяются использованием элементов испанской колониальной архитектуры: штукатурка, красная крыша, парапеты, окружённая стеной терраса, декоративная плитка (иногда мозаика). Распространены в Калифорнии, Аризоне и других областях американского Юго-Запада.
Отличительные черты включают:
- низкоскатную или плоскую крышу;
- красная черепица на крыше;
- перила;
- штукатурка или сайдинг, окрашенные в белый, кремовый цвета;
- деревянные резные двери;
- арочные окна и дверные проёмы;
- декоративные кованые перила и оконные решётки;
- декоративная плитка в экстерьере.

### Голландские колониальные бунгало
|  |

В восточной части США при строительстве бунгало часто вдохновляются наследием голландской колониальной архитектуры.
Отличительные черты бунгало в голландском стиле включают:
- мансардная ломаная крыша;
- обшивка сайдингом или кирпичная постройка;
- наличие фронтальной веранды с колоннами;
- боковые окна, врезанные в мансарду;
- приглушённые цвета в экстерьере (серые, голубые, светло-жёлтые);
- дополнительное, почти декоративное, мансардное окно на последнем (2, 3) уровне.